# Men, Women, and Money
Men, Women, and Money es una película perdida, muda, americana y de drama de 1919 dirigida por George Melford y escrita por Beulah Marie Dix y Cosmo Hamilton. La película está protagonizada por Ethel Clayton, James Neill, Jane Wolfe, Lew Cody, Sylvia Ashton, Irving Cummings y Winifred Greenwood. La película fue lanzada el 15 de junio de 1919 por Paramount Pictures.